# Христофор Греческий
Христофо́р Гре́ческий и Да́тский (греч. Χριστόφορος της Ελλάδας και της Δανίας; дат. Christophoros af Grækenland og Danmark; 10 августа 1888, Павловск, Санкт-Петербургская губерния — 21 января 1940, Афины) — принц греческого королевского дома, младший сын короля Георга I и великой княжны Ольги Константиновны; дважды был женат; от второго брака родился известный французский писатель Михаил Греческий.

## Биография

### Ранняя жизнь между Грецией и Россией
10 августа 1888 года королева Греции Ольга Константиновна родила своего восьмого ребёнка принца Христофора. Она решила рожать в своей родной России, куда приехала гостить к матери с отцом. Мальчик появился на свет в пригороде Санкт-Петербурга, во дворце Павловск — резиденции его бабушки и дедушки со стороны матери, великого князя Константина Николаевича, второго сына российского императора Николая I, и принцессы Александры Саксен-Альтенбургской, принявшей в православии имя и титул великой княгини Александры Иосифовны. Отцом новорожденного был греческий король из династии Глюксбургов Георг I, второй сын короля Дании Кристиана IX, и ландграфини Луизы Гессен-Кассельской. Король приходился родным братом королеве Великобритании Александре, императрице Марии Фёдоровне и королю Дании Фредерику VIII. Восприемниками принца стали его дядя и тётя, император Александр III и императрица Мария Фёдоровна.

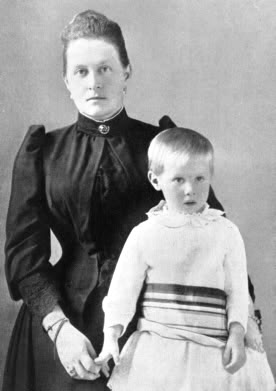
Королева Ольга вместе с младшим сыном Христофором в 1889 году

Королева обучила мальчика родному ей русскому языку, всегда брала его с собой в Россию, чтобы там он мог общаться с детьми императорской семьи. Ольгу Константиновну и её сына часто приглашали в Царское Село, где их принимали император Николай II и императрица Александра Фёдоровна. Королева Греции была одной из немногих родственниц последней царской четы, общество которых любила последняя царица. Принц Христофор в итоге стал полиглотом как его братья и сёстры, говоря на русском, греческом, французском, немецком, английском, датском и итальянском языках. В семье принц общался с братьями и сёстрами на греческом, с родителями на английском языке. Король Георг и королева Ольга друг с другом говорили на немецком языке. Христофор, благодаря матери, проникся любовь к русскому языку и его культуре, и даже в трудные военный годы Первой мировой войны и революции 1917 года приезжал в Россию к матери, которая служила медсестрой в Красном кресте.
Христофор получал образование в Афинах. Хорошим другом принца был его племянник, будущий король Греции Георг II. Разница между мальчиками была всего два года и учились они вместе. Обычный день молодого принца начинался в шесть утра с холодной ванны. Первый завтрак подавали в семь утра, второй — в полдесятого вместе с братьями, сёстрами и родителями. С десяти и до двенадцати у Христофора были ежедневные уроки, после — физкультура и гимнастика. Семейный обед подавали между 14 или 16 часов дня. В половину десятого принц ложился спать. Начиная с четырнадцати лет он мог ужинать со своими родителями в 22 часа вечера.
Как и все представители мужского поколения семьи, принц служил в армии. Однако, это дело он не любил, и, отслужив положенный срок, покинул её в 1908 году. В юности его страстью была игра на пианино. Великий итальянский оперный певец Энрико Карузо позже утверждал, что Христофор обладал талантом в этом деле и мог давать хорошие концерты.

### Первый брак
В 1910 году состоялась помолвка принца Греции и Дании Христофора и английской аристократки, принцессы Александры, дочери Луизы Великобританской и внучки короля Эдуарда VII. Помолвка была временной, а свадьба не состоялась из-за отказа родителей жениха. В 1913 году принцесса Александра вступила в брак со своим двоюродным братом принцем Артуром Коннаутским. Христофор хотел жениться на старшей дочери императора Николая II, великой княжне Ольге Николаевне, но император отказал ему.
В 1913 году король Георг I погиб в Салониках от руки анархиста. На престол вступил старший из его сыновей и брат Христофора король Константин I. Незадолго до начала Первой мировой войны, отдыхая во французском городе Биарриц, принц встретил американскую наследницу Нони Мэй Стюарт, которая была замужем дважды и на десять лет его старше. Молодые люди полюбили друг друга и вместе отдыхали на Кипре в том же году. Греческая королевская семья выступала против брака принца с простолюдинкой из Америки, которая дважды была замужем и имела сына. Принц ездил в Россию, где пытался получить согласие матери, но та его не дала.
После Первой мировой войны, когда королевская семья отправилась в изгнание, деньги миссис Лидс помогли августейшим родственникам принца Христофора. После этого родственники дали своё согласие на брак. Православная свадьба состоялась 1 февраля 1920 года в Веве, Швейцария, через шесть лет после первой встречи. Через четыре дня после свадьбы Нэнси официально перешла в греческое православие, приняв имя Анастасия. От короля Александра I ей был дан титул «Её Королевское Высочество принцесса Анастасия Греческая и Датская». Супруги проживали в Лондоне, где активно участвовали в жизни столичного света. У них был свой дом в Палермо, в Сицилии, названный «вилла Анастасия» в честь принцессы. Вскоре вдовствующая королева Ольга присоединилась к ним в Палермо, где и умерла в 1926 году.
После окончания войны принцу и его супруге предложили литовский престол. Согласно писателю Михаилу Греческому, сыну Христофора от второго брака, «этот выбор был мотивирован богатствами принцессы Анастасии, а литовцы пытались извлечь выгоду, посадив на престол богатых короля и королеву». Супруги отказались, не желая нести каких-либо государственных обязанностей. В своих мемуарах принц Христофор писал: «Ничто под этим Солнцем не заставит меня принять корону. Она слишком тяжела для меня. Престол должен достаться тем, кому уготован судьбой. Человек может добровольно взять на себя эту большую ответственность, но такой поступок за пределами моего понимания». Кроме литовского престола, Христофору предлагали стать королём Португалии и Албании.
Принцесса Анастасия умерла в 1923 году от рака, обнаруженного через несколько месяцев после свадьбы с принцем. Она скончалась в Лондоне, а её состояние было разделено между единственным сыном и новым мужем. Сын принцессы Анастасии от второго брака был женат на племяннице Христофора, княжне императорской крови Ксении Георгиевне, дочери его сестры Марии. В 1927 году он посещал племянницу и пасынка в Нью-Йорке. Там он встречался с самозванкой Анной Андерсен, выдававшей себя за дочь царя Николая II великую княжну Анастасию, спасшуюся от расстрела в 1918 году. Принц не поверил ей, хотя его племянница Ксения была большой поклонницей Анны и верила всему, что та говорила.

### Второй брак и смерть
В 1925 году принц Христофор встретил свою вторую будущую супругу на свадьбе итальянской принцессы Мафальды Савойской и Филиппа Гессен-Румпенхаймского, во дворце Рикконидже в Турине. Она происходила из Орлеанского дома. Её родители — принц Жан Орлеанский, герцог де Гиз и Изабелла Орлеанская — были претендентами на французский престол и правнуками свергнутого с престола короля Луи Филиппа I. Греческий принц был на 14 лет старше.
Франсуаза и Христофор решили вступить в брак в 1929 году. На пути их союза была церковь, которая запрещала брак представителей королевских фамилий с протестантами или православными. Ватикан долго выступал против, велись жёсткие переговоры между сторонами. Наконец Святой престол дал им разрешение на брак. Свадьба состоялась во дворцовой часовне средневекового замка в Палермо, 10 февраля 1929 года. На торжестве присутствовали экс-король Португалии Мануэл II, герцог Аостский Амедео, принц Кнуд Датский, король Греции Георг II, племянник жениха и принц Пьемонтский, а также представители Орлеанской и Савойской династий. Принц привез свою новую супругу на виллу Анастасия в Рим. Они вели богатый образ жизни, не выполняя никаких представительских обязанностей. Их часто посещали представители итальянской аристократии, включая членов королевской семьи и герцогов Аостских. Однако, скоро начались финансовые проблемы: ответственный за семейное состояние супругов сбежал со вместе деньгами, оставив их нищими. Христофор и Франсуаза стали менее расточительными, переселившись в отель Эксельсиор в Риме. Не имея никаких источников дохода, принцесса стала занимать деньги у отца. Одним из её увлечений было сниматься в рекламе. Это вызвало большой скандал в кругу её знакомых и родни. Несмотря на финансовые трудности, супруги участвовали в семейных событиях. В ноябре 1936 года они приняли участие в торжествах и церемониях по случаю восстановления монархии в Греции и перезахоронении на королевском кладбище королевы Ольги, короля Константина и его супруги Софии Прусской. В 1938 году пара вернулась на родину, где стали гостями на свадьбе будущего короля Павла I и немецкой принцессы Фредерики Ганноверской.
В 1939 году Франсуаза родила сына — принца Михаила Греческого и Датского (род. 1939). Вскоре после радостного события Христофор отправился в Грецию, чтобы встретиться с королём Георгом II. Во время путешествия у него начался абсцесс лёгкого, от которого он умер через несколько недель. Узнав о состоянии мужа, его супруга немедленно отправилась вслед за ним. Она присутствовала на его похоронах на королевском кладбище в Татой вместе с членами королевского дома Греции.
После его смерти Франсуаза продала виллу Анастасия и драгоценности мужа, доставшиеся ему от матери. Она проживала с сыном в Греции, Марокко, Испании и Франции. Умерла вдова греческого принца в 1953 году, в парижском доме её сестры Изабеллы, после длительной депрессии. Единственный сын, оставшийся сиротой в 14 лет, был отдан на воспитание своему дяде графу Генриху Парижскому. В 1965 году он заключил брак с греческой художницей Мариной Кареллой, и утратил своё место в наследовании престола, но сохранил титул. У супругов родилось две дочери, принцессы Александра и Ольга. Михаил стал известным автор исторических романов и биографий царственных особ на французском языке, известный под именем Michel de Grèce.